# 鄔閱
鄔閱（15世紀—16世紀），字尚詳、一字茂勛，號禹溪，江西瑞州府新昌縣人，明朝政治人物。

## 生平
鄔閱是正德二年（1507年）丁卯科江西鄉試第五十五名舉人，十五年（1520年）授湯溪知縣，剛到任就遇到地方旱災，民不聊生，他盡心安撫，並向上級請求寬免賦稅，全活數十萬人，事後朝廷擢他為兵部主事、巡山海關，彈劾宦官李能擅自增加商稅，商人都感激他，奏摺載入《名臣奏議》，調兵部武選司主事，陞兵部車駕司員外郎，嘉靖十一年（1532年）陞湖廣按察司僉事，整修驛站事務，改廣西按察司僉事、兵備左江，安輯苗族、侗族人，部下皆遵從其方略，因被同僚顧忌而致仕。

## 引用
1. 1 2  道光《新昌縣志·卷十一·人物志》：舉人 明……正德二年丁卯科 鄔閱，字尚詳，號禹溪，浙江湯溪知縣，設法賑荒活數十萬人，事聞特擢兵部主事巡山海關，時中璫李能橫增商稅，閱特疏參革，商民德之，疏載《名臣奏議》，調武選司，陞車駕司員外，晉湖廣按察僉事，修舉驛務，改左江兵備，調輯溪峒，參佐將校悉秉方略，或忌之致仕。
2. ↑  民國《湯溪縣志·卷八·職官》：鄔閱，字茂勛，新昌人，以孝廉授湯溪令，甫蒞任水旱頻仍，民不聊生，閱盡心撫戢，且請於上官減逋負，全活甚眾，後擢主事，終廣西僉事。
3. ↑  《明世宗肅皇帝實錄·卷一百三十八》：（嘉靖十一年五月）癸酉陞工科都給事中趙漢為山西布政使司右參政，兵部車駕司員外郎鄔閱為湖廣按察司僉事。